# Himno del estado Aragua
El himno del estado Aragua es una composición musical venezolana, de carácter patriótico y que junto con la bandera y el escudo, es uno de los símbolos que identifican al estado venezolano de Aragua. La letra del himno fue escrita por Ramón Francisco Bastidas y su música fue compuesta por Manuel María Betancourt.

## Origen

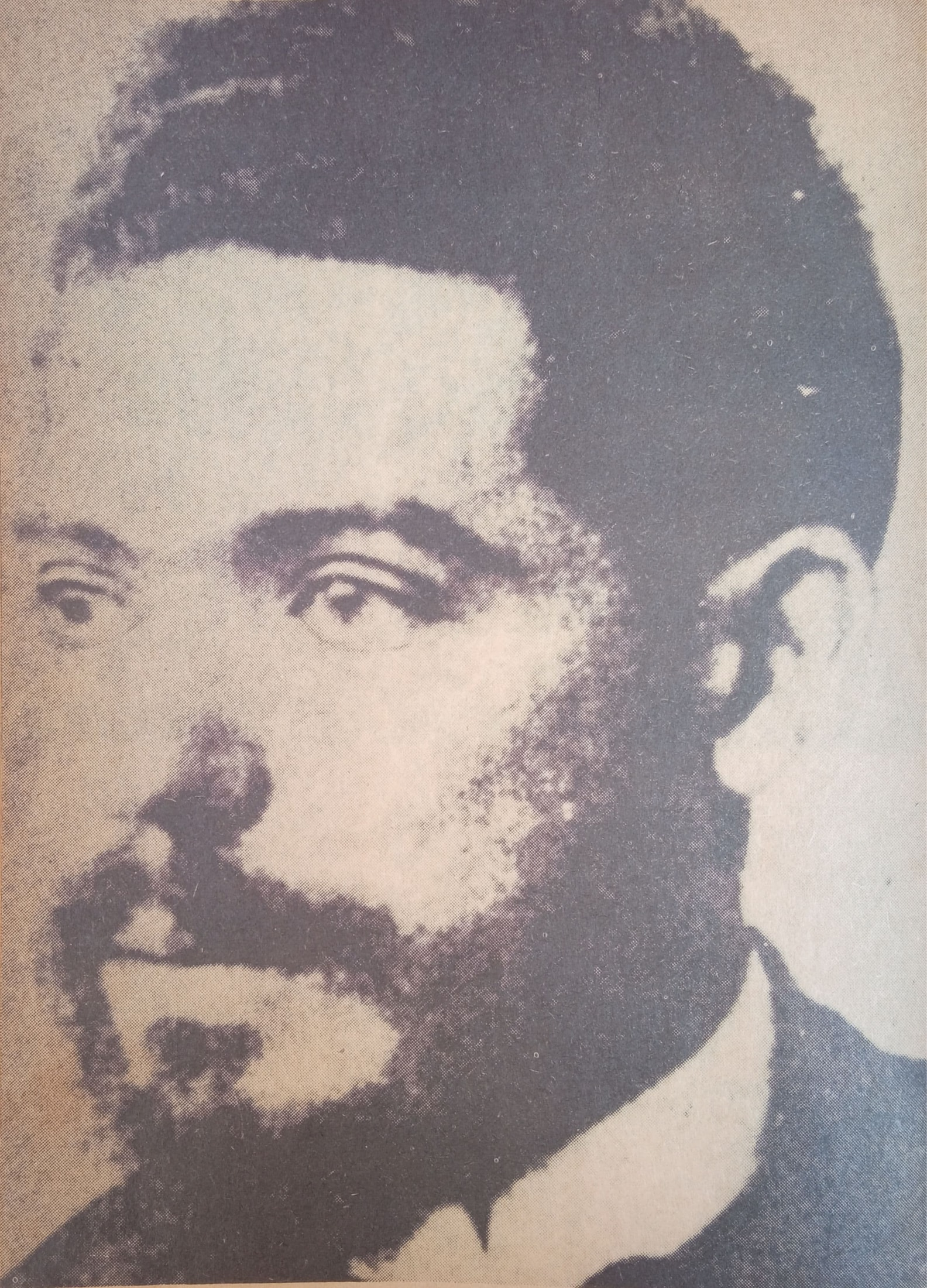
Ramón Bastida, autor de la letra del himno

El 28 de marzo de 1905, el Gobierno de Aragua abrió un concurso literario para seleccionar la letra que debía llevar el Himno del Estado al que concurrió como participante, entre otros, el poeta barinés Ramón Francisco Bastidas, domiciliado en Turmero, quien escribió una letra alusiva a la guerra de independencia y a la Revolución Liberal Restauradora que encabezó el entonces presidente Cipriano Castro. Al año siguiente, la obra presentada por Bastidas, a la cual se añadió la música de Manuel María Betancourt, fue formalmente adoptada como el himno del estado, decretado como tal el día 28 de marzo de 1906. En 1909, luego del derrocamiento de Cipriano Castro por parte de Juan Vicente Gómez fueron censuradas y suprimidas las dos últimas estrofas que aludieron a dicha Revolución. Luego, fue ratificado este himno por la "Ley de Bandera, Escudo e Himno del Estado Aragua", sancionada el 24 de octubre de 2002, que, en su Título IV, expresa lo siguiente:.

TÍTULO IV
DEL HIMNO DEL ESTADO
ARTÍCULO 11. El Himno del Estado Aragua es el adoptado por el Gobierno del Estado Aragua, de conformidad con lo previsto en el Decreto dictado el 28 de marzo de 1906.
ARTÍCULO 12. El Himno del Estado será entonado en los siguientes casos:
1. Para rendir homenaje al Gobernador del Estado;
2. En los actos oficiales de solemnidad;
3. En los actos públicos destinados a la conmemoración de fechas históricas y en aquellos que determine el Reglamento de esta ley; y,
4. En los casos que prevean otras leyes.

El Gobierno de Aragua, en Sesión Solemne realizada en la Plaza Ribas de la ciudad de La Victoria, con motivo del 196 aniversario de la Batalla de La Victoria y Día de la Juventud, firmó el decreto de restitución de las dos últimas estrofas del Himno del Estado Aragua el 12 de febrero de 2010.
== Letra <ref>«Himno del Estado Aragua». Maracay, estado Aragua, Venezuela: Gobierno de Aragua. Dirección General de Tecnología y Sistematización de Procesos. Consultado el 11 de noviembre de 2024.

###### Coro
En el libro que guarda la Fama,
tendrá nuestro nombre soberbio blasón;
el valor, nuestro hermoso oriflama
y el único escudo será el corazón. 

###### I
Nuestras armas, por siempre triunfales,
humillaron al fiero español,
del clarín a las voces marciales
que oyó en sus montañas 
la tierra del sol.

###### II
Nuestro pueblo vibró de coraje
cuando esclava la patria gimió,
como ruge, del yugo al ultraje,
con ira potente soberbio el león.

###### III
En el campo sangriento de Marte
libertad a la patria ofrendó
la proeza inmortal de Ricaurte,
que en tierra aragüeña su Olimpo encontró.

###### IV
Coronó nuestras cumbres de gloria
cuando Ribas la espada blandió,
y a su homérico afán La Victoria
con sangre opresora sus campos regó.
V
¡Aragüeños! también nuestro suelo
de la patria, el honor, conquistó,
cuando un héroe de olímpico vuelo
aquí las legiones del crimen venció.
VI
Cuando el brillo triunfal de su acero
al fuego templado del patrio calor,
nos dio paz el heroico guerrero
Titán de los Andes, glorioso cóndor.